# Chirodropidae
Die Chirodropidae sind eine Familie der Ordnung Chirodropida in der Klasse der Würfelquallen (Cubozoa).
Wie andere Mitglieder der Ordnung Chirodropida haben sie verzweigte Pedalia (muskulöse Basen an den Ecken ihres Schirms), im Gegensatz zu den unverzweigten Pedalien von Würfelquallen in der Ordnung Carybdeida.
Die Chirodropidae unterscheiden sich von anderen Würfelquallen der Ordnung Chirodropida vor allem in der Ausbildung der Gastraltaschen des Schirms und der darin liegenden Gonaden. Bei den Chirodropida liegen in den vier Gastraltaschen, den von dem zentralen, im Inneren des Magenstiels (Manubrium) liegenden Magens abgehenden inneren Hohlräumen des glocken- bis würfelförmigen Schirms, an der Dorsalseite je zwei hohle oder solide, finger- oder sackförmige Fortsätze (Divertikel), die in den Subumbrellarraum hereinhängen. In der englischsprachigen Fachliteratur werden sie als „gastric saccules“ bezeichnet. Bei den Chirodropidae sind diese verzweigt, manchmal hahnenkammförmig, nicht glatt, fingerförmig und unverzweigt, ohne Filamente, wie bei den Chiropsalmidae. Allerdings fehlen sie bei der Art Chirodectes maculatus anscheinend ganz, diese zeichnet sich durch fingerförmig verzweigte Gonaden gegenüber allen anderen Verwandten aus Außerdem sind an den Keimdrüsen oder Gonaden keine zusätzlichen, lateralen Gonaden ausgeprägt (laterale Gonaden sind interradiale, blattförmige Auswüchse gonadalen Gewebes, die entlang der innerradialen Septen wachsen, welche die Gastraltaschen voneinander trennen).
Wie andere Würfelquallen können Chirodropidae in Küsten- und flachen tropischen Meeresgebieten gefunden werden. Sie sind nachgewiesen aus den Küstengewässern Australiens, den atlantischen Gewässern vor der Westküste Afrikas und den tropischen Meeren Ostasiens.

## Gattungen und Arten

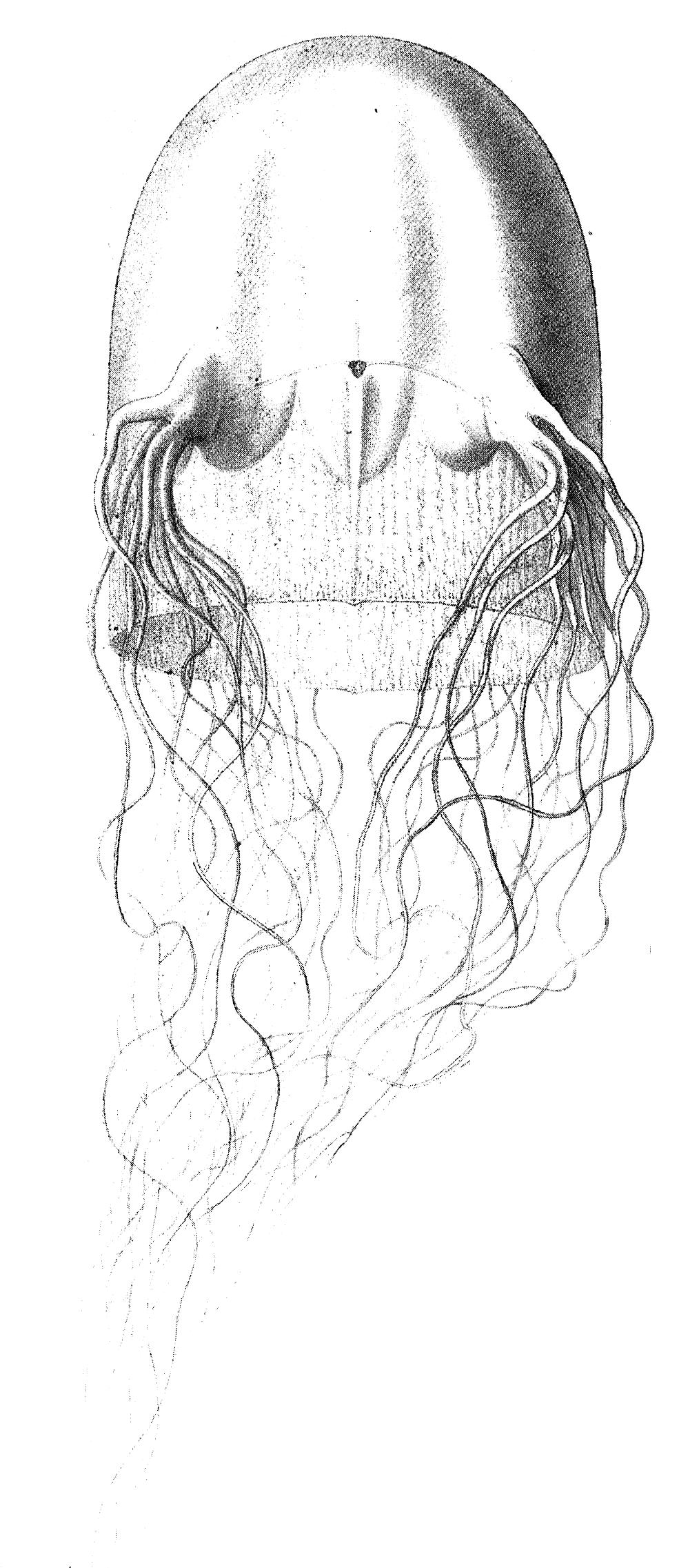
Chirodropus gorilla, Grafik von Ernst Haeckel

Nach gegenwärtiger Auffassung umfasst die Familie die folgenden fünf Arten in drei Gattungen:
- Gattung Chirodectes Gershwin, 2006
  - Chirodectes maculatus (Cornelius, Fenner & Hore, 2005)
- Gattung Chirodropus Haeckel, 1880
  - Chirodropus gorilla Haeckel, 1880
- Gattung Chironex Southcott, 1956
  - Chironex fleckeri Southcott, 1956
  - Chironex indrasaksajiae Sucharitakul, 2017
  - Chironex yamaguchii Lewis & Bentlage, 2009

Nach neuerer Ansicht nicht dazugehörig ist Chirodropus palmatus Haeckel, 1880 Die Art wurde, als Chimaerus palmatus, in eine neu aufgestellte Gattung Chimaerus (Familie Chiropsalmidae) transferiert.
Die fossile Art Anthracomedusa turnbulli Johnson & Richardson, 1968, gefunden in der Mazon-Creek-Fossil-Lagerstätte, Karbon Nordamerikas, wurde ebenfalls dieser Familie zugeordnet.